# 遍照院 (足立区)
遍照院（へんじょういん）は、東京都足立区にある真言宗豊山派の寺院。

## 概要
創建年代は不明であるが、享保6年（1721年）の銘が入った念仏供養塔が境内にあるので、江戸時代には既に存在していたと推測される。

## 墓所
- 井上祐鉄（宗教者）

禊教の教祖井上正鉄の子孫である。

## 交通アクセス
- 梅島駅より徒歩12分（経路案内）。